# Il lungo giorno finisce
Il lungo giorno finisce (The Long Day Closes) è un film del 1992 diretto da Terence Davies.

## Trama
Nella Liverpool degli anni '50 vive Bud, un undicenne introverso e solitario che ha una grande passione per il cinema. Purtroppo è vittima di scherno da parte dei suoi coetanei e anche della sua famiglia, che lo considera poco intelligente.